# Barlerija
Barlerija (lat. Barleria) je biljni rod iz porodice primogovki raširen po tropskoj i suptropskoj Africi, Americi (od Meksika do sjevera Južne Amerike) i Aziji (Arapski poluotok, Indijski potkontinent, Indokina). Postoji 290 vrsta grmova i polugrmova. Tipična je L. cristata Willd., s Indijskog potkontinenta.

## Etimologija
Ime roda dolazi po Jacquesu Barrelieru (1606-1673), dominikanskom redovniku i francuskom botaničaru.

## Opis
Polugrmovi i grmlje. Lišće nasuprotno. Cvjetovi obično u cimama, ili pojedinačni i aksilarni, ili u završnim klasovima ili glavicama sa smanjenim listovima; brakteje i brakteole ponekad bodljikave. Čaška 4-dijelna; segmenti nejednaki, lisnati ili opnasti, ponekad bodljikavi, dva vanjska obuhvaćaju unutarnja. Vjenčić ± aktinomorfan, 4-5-režnjevit ili ± 2-usni, s cjevastom bazom; režnjevi objajasti, ponekad nejednaki. Prašnici 2 ili 4, nisu didinamski. Jajnik 2-lokularan sa 2 ovula po lokulusu. Čvrsta kapsula u gornjem dijelu; sjemenke plosnate s higroskopnim dlačicama.  Tipična je Barleria cristata L.

## Vrste
1. Barleria acanthoides Vahl
2. Barleria aculeata Balf. fil.
3. Barleria acuminata Nees
4. Barleria aenea I. Darbysh.
5. Barleria affinis C. B. Clarke
6. Barleria alata S. Moore
7. Barleria albomarginata Hedrén
8. Barleria albostellata C. B. Clarke
9. Barleria alluaudii Benoist
10. Barleria almughsaylensis Mosti, Raffaelli & Tardelli
11. Barleria amanensis Lindau
12. Barleria ameliae A. Meeuse
13. Barleria angustiloba Lindau
14. Barleria antunesii Lindau
15. Barleria arabica Bél. ex Nees
16. Barleria argentea Balf. fil.
17. Barleria argillicola Oberm.
18. Barleria aristata I. Darbysh.
19. Barleria arnottiana Nees
20. Barleria aromatica Oberm.
21. Barleria asterotricha Benoist
22. Barleria athiensis I. Darbysh.
23. Barleria baluganii Ensermu
24. Barleria bechuanensis C. B. Clarke
25. Barleria benguellensis S. Moore
26. Barleria biloba J. B. Imlay
27. Barleria biramosa Defty & I. Darbysh.; otkrivbena 2024.
28. Barleria bispinosa (Forssk.) Vahl
29. Barleria blepharoides Lindau
30. Barleria boehmii Lindau
31. Barleria bolusii Oberm.
32. Barleria boranensis Fiori
33. Barleria bornuensis S. Moore
34. Barleria bremekampii Oberm.
35. Barleria brevispina (Fiori) Hedrén
36. Barleria brevituba Benoist
37. Barleria brownii S. Moore
38. Barleria buddleioides S. Moore
39. Barleria buxifolia L.
40. Barleria calole I. Darbysh.
41. Barleria calophylla Lindau
42. Barleria calophylloides Lindau
43. Barleria candida Nees
44. Barleria capitata Klotzsch
45. Barleria carruthersiana S. Moore
46. Barleria casatiana Buscal. & Muschl.
47. Barleria cinerea Champl.
48. Barleria cinnabarina Champl.
49. Barleria clinopodium Fiori
50. Barleria comorensis Lindau
51. Barleria compacta Malombe & I. Darbysh.
52. Barleria conspicua Wall. ex Nees
53. Barleria coriacea Oberm.
54. Barleria courtallica Nees
55. Barleria crabbeoides I. Darbysh.
56. Barleria crassa C. B. Clarke
57. Barleria craveniae I. Darbysh.
58. Barleria cristata L.
59. Barleria crossandriformis C. B. Clarke
60. Barleria cuspidata B. Heyne ex Nees
61. Barleria cyanea S. Moore
62. Barleria damarensis T. Anderson
63. Barleria decaisniana Nees
64. Barleria decaryi Benoist
65. Barleria delagoensis Oberm.
66. Barleria delamerei S. Moore
67. Barleria dentata Hedrén
68. Barleria descampsii Lindau
69. Barleria deserticola I. Darbysh. & E. A. Tripp
70. Barleria diplotricha I. Darbysh. & Ndang.
71. Barleria dolomiticola M. Balkwill & K. Balkwill
72. Barleria dulcis Benoist
73. Barleria durairajii K. Ravik., D. Naras., Devanath. & Gnanasek.
74. Barleria eburnea I. Darbysh.
75. Barleria elegans S. Moore
76. Barleria elliptica Benoist
77. Barleria ensermui I. Darbysh.
78. Barleria eranthemoides R. Br. ex C. B. Clarke
79. Barleria eylesii S. Moore
80. Barleria farinosa Deflers
81. Barleria faulknerae I. Darbysh.
82. Barleria fernandae I. Darbysh.
83. Barleria ferox Ensermu & I. Darbysh.
84. Barleria fissiflora Bojer ex Nees
85. Barleria fissimuroides I. Darbysh.
86. Barleria fulvostellata C. B. Clarke
87. Barleria galpinii C. B. Clarke
88. Barleria gandhii Kottaim.
89. Barleria gibsonii Dalzell
90. Barleria gidoleensis Ensermu & I. Darbysh.
91. Barleria glandulifera Lindau
92. Barleria glandulostamina I. Darbysh.
93. Barleria glutinosa Champl.
94. Barleria gracilispina (Fiori) I. Darbysh.
95. Barleria granarii I. Darbysh.
96. Barleria grandicalyx Lindau
97. Barleria grandiflora Dalzell
98. Barleria grandipetala De Wild.
99. Barleria grandis Hochst. ex Nees
100. Barleria greenii M. Balkwill & K. Balkwill
101. Barleria griseoviridis I. Darbysh.
102. Barleria grootbergensis I. Darbysh. & E. A. Tripp
103. Barleria gueinzii Sond.
104. Barleria her Benoist
105. Barleria heterotricha Lindau
106. Barleria hildebrandtii S. Moore
107. Barleria hillcoatiae J. R. I. Wood
108. Barleria hirta Oberm.
109. Barleria hirtifructa I. Darbysh.
110. Barleria hochstetteri Nees
111. Barleria holstii Lindau
112. Barleria holubii C. B. Clarke
113. Barleria humbertii Benoist
114. Barleria humilis Benoist
115. Barleria hydeana I. Darbysh.
116. Barleria ilicifolia Hedrén
117. Barleria imatensis I. Darbysh.
118. Barleria inclusa I. Darbysh.
119. Barleria insolita Benoist
120. Barleria integrisepala H. P. Tsui
121. Barleria involucrata Nees
122. Barleria irritans Nees
123. Barleria jasminiflora C. B. Clarke
124. Barleria jubata S. Moore
125. Barleria kacondensis S. Moore
126. Barleria kaessneri S. Moore
127. Barleria kaloxytona Lindau
128. Barleria kitchingii Baker
129. Barleria laceratiflora Lindau
130. Barleria lactiflora Brummitt & Seyani
131. Barleria laeta Benoist
132. Barleria lanceata (Forssk.) C. Chr.
133. Barleria lanceolata (Schinz) Oberm.
134. Barleria lancifolia T. Anderson
135. Barleria lavaniana S. S. Patil, S. R. Yadav & Lekhak
136. Barleria lawii T. Anderson
137. Barleria leandrii Benoist
138. Barleria lebomboensis I. Darbysh., Mc Cleland & Froneman
139. Barleria lichtensteiniana Nees
140. Barleria limnogeton S. Moore
141. Barleria linearifolia Rendle
142. Barleria lobelioides Champl.
143. Barleria longiflora L. fil.
144. Barleria longipes Benoist
145. Barleria longissima Lindau
146. Barleria louiseana I. Darbysh.
147. Barleria lugardii C. B. Clarke
148. Barleria lukafuensis De Wild.
149. Barleria lukei I. Darbysh.
150. Barleria lukwangulensis I. Darbysh.
151. Barleria lupulina Lindl.
152. Barleria mackenii Hook. fil.
153. Barleria maclaudii Benoist
154. Barleria macrostegia Nees
155. Barleria maculata S. Moore
156. Barleria marginata Oliv.
157. Barleria maritima I. Darbysh.
158. Barleria masaiensis I. Darbysh.
159. Barleria matopensis S. Moore
160. Barleria media C. B. Clarke
161. Barleria meeuseana P. G. Mey.
162. Barleria merxmuelleri P. G. Mey.
163. Barleria meyeriana Nees
164. Barleria microcalyx I. Darbysh.
165. Barleria mirabilis I. Darbysh. & Q. Luke
166. Barleria molensis Wild
167. Barleria montana Wall. ex Nees
168. Barleria monticola Oberm.
169. Barleria mpandensis I. Darbysh.
170. Barleria mucronifolia Lindau
171. Barleria mutabilis I. Darbysh.
172. Barleria mysorensis B. Heyne
173. Barleria namba I. Darbysh.
174. Barleria natalensis Lindau
175. Barleria negeleensis Ensermu & I. Darbysh.
176. Barleria neurophylla C. B. Clarke
177. Barleria nitida Nees
178. Barleria noctiflora L. fil.
179. Barleria nyasensis C. B. Clarke
180. Barleria observatrix Bosser & H. Heine
181. Barleria obtecta Champl.
182. Barleria obtusa Nees
183. Barleria obtusisepala C. B. Clarke
184. Barleria oenotheroides Dum. Cours.
185. Barleria opaca (Vahl) Nees
186. Barleria orbicularis Hochst. ex Anders
187. Barleria ovata E. Mey. ex Nees
188. Barleria oxyphylla Lindau
189. Barleria pabularis S. Moore
190. Barleria pannosa Chiov.
191. Barleria paolii Fiori
192. Barleria paolioides I. Darbysh.
193. Barleria papillosa T. Anderson
194. Barleria parviflora R. Br. ex T. Anderson
195. Barleria parvispina Benoist
196. Barleria paucidentata Benoist
197. Barleria penelopeana I. Darbysh.
198. Barleria perrieri Benoist
199. Barleria phaylopsis Milne-Redh.
200. Barleria phillyreifolia Baker
201. Barleria pilosa B. Heyne ex Nees
202. Barleria polhillii I. Darbysh.
203. Barleria polyneura S. Moore
204. Barleria popovii Verdc.
205. Barleria praetermissa I.Darbysh.; otkrivbena 2024.
206. Barleria prattensis Santapau
207. Barleria pretoriensis C. B. Clarke
208. Barleria prionitis L.
209. Barleria prionitoides Engl.
210. Barleria proxima Lindau
211. Barleria pseudosomalia I. Darbysh.
212. Barleria puberula Benoist
213. Barleria puccionii Chiov.
214. Barleria pulchella Benoist
215. Barleria pulchra Lindau
216. Barleria punctata Milne-Redh.
217. Barleria pungens L. fil.
218. Barleria purpureotincta I. Darbysh.
219. Barleria quadriloba Oberm.
220. Barleria quadrispina Lindau
221. Barleria ramulosa C. B. Clarke
222. Barleria randii S. Moore
223. Barleria rehmannii C. B. Clarke
224. Barleria repens Nees
225. Barleria rhodesiaca Oberm.
226. Barleria rhynchocarpa Klotzsch
227. Barleria richardsiae I. Darbysh.
228. Barleria rigida Willd. ex Nees
229. Barleria robertsoniae I. Darbysh.
230. Barleria rotundifolia Oberm.
231. Barleria ruellioides T. Anderson
232. Barleria rupicola I. Darbysh.
233. Barleria sahyadrica K. M. P. Kumar & Sardesai
234. Barleria salicifolia S. Moore
235. Barleria samhanensis Knees, A. G. Mill. & A. Patzelt
236. Barleria saxatilis Oberm.
237. Barleria scabriuscula O. Schwartz
238. Barleria scandens I. Darbysh.
239. Barleria sceptrum-katanganum Champl.
240. Barleria schmittii Benoist
241. Barleria senensis Klotzsch
242. Barleria separata Benoist
243. Barleria setosa (Klotzsch) I. Darbysh.
244. Barleria seyrigii Benoist
245. Barleria shebelleensis Ensermu & I. Darbysh.
246. Barleria siamensis Craib
247. Barleria smithii Rendle
248. Barleria solitaria P. G. Mey.
249. Barleria somdevae H. B. Naithani & Kishwan
250. Barleria soutpansbergensis I. Darbysh. & K. Balkwill
251. Barleria speciosa I. Darbysh.
252. Barleria spinifolia J. R. I. Wood
253. Barleria spinosissima I. Darbysh. & K. Balkwill
254. Barleria spinulosa Klotzsch
255. Barleria splendens E. A. Bruce
256. Barleria stellatotomentosa S. Moore
257. Barleria stenophylla Kurz
258. Barleria steudneri C. B. Clarke
259. Barleria stimulans E. Mey. ex Nees
260. Barleria stocksii T. Anderson
261. Barleria strigosa Willd.
262. Barleria subglobosa S. Moore
263. Barleria subinermis Chiov.
264. Barleria submollis Lindau
265. Barleria subregularis I. Darbysh.
266. Barleria sunzuana Brummitt & Seyani
267. Barleria superata I. Darbysh.
268. Barleria taitensis S. Moore
269. Barleria tanzaniana (Brummitt & J. R. I. Wood) I. Darbysh.
270. Barleria terminalis Nees
271. Barleria tetracantha Balf. fil.
272. Barleria thunbergiiflora I. Darbysh.
273. Barleria tomentosa B. Heyne ex Roth
274. Barleria torrei I. Darbysh.
275. Barleria trispinosa (Forssk.) Vahl
276. Barleria usambarica Lindau
277. Barleria velutina Champl.
278. Barleria venenata I. Darbysh.
279. Barleria ventricosa Hochst. ex Nees
280. Barleria verdickii De Wild.
281. Barleria vestita T. Anderson
282. Barleria villosa S. Moore
283. Barleria vincifolia Baker
284. Barleria violacea Hainz
285. Barleria violascens S. Moore
286. Barleria virgula C. B. Clarke
287. Barleria volkensii Lindau
288. Barleria vollesenii I. Darbysh.
289. Barleria whytei S. Moore
290. Barleria wilmsiana Lindau